# Hess Corporation
Hess Corporation — американская нефтегазовая компания. Штаб-квартира находится в Нью-Йорке. В списке крупнейших компаний мира Forbes Global 2000 за 2022 год заняла 1163-е место (1518-е по размеру выручки, 1808-е по чистой прибыли, 1513-е по активам и 525-е по рыночной капитализации).

## История
Старейший предшественник компании, Amerada Corporation, основан в 1919 году лордом Каудри как британская компания по добыче нефти в Северной и Центральной Америке. Компания одной из первых начала применять гравиметрические и сейсмические методы поиска месторождений, позже геофизическое подразделение развилось в компанию Texas Instruments. В середине 1920-х годов лорд Каудри продал свои акции, и компания стала американской, что позволило ей приобретать участки для разработки. В 1941 году Amerada Corporation сменила название на Amerada Petroleum Corporation. После Второй мировой войны компания начала участвовать в проектах вне Америки, в частности в Египте, Ливии и в Северном море.
Hess Oil and Chemical, основанная Леоном Хессом, приобрела 10 % акций Amerada Petroleum в 1966 году за $100 млн. В мае 1969 года слияние компаний, несмотря на протест некоторой части акционеров Amerada Petroleum, было завершено. В 1966 году начал работу нефтеперерабатывающий завод Hess на острове Санта-Крус (Американские Виргинские острова) по переработке венесуэльской нефти. В мае 1970 года Amerada Hess Corporation начала освоение месторождения Прадхо-Бей на Аляске. В 1994 году Леон Хесс покинул пост главы компании, его сменил Джон Хесс.
В 2001 году компания за $3,2 млрд купила Triton Energy Limited, одну из крупнейших независимых нефтегазовых компаний США, также активно ведущую деятельность и за рубежом. В мае 2006 года Amerada Hess Corporation сменила название на Hess Corporation.
В 2005 году компания вышла на российский рынок, купив компанию «Самара-Нафта». 1 апреля 2013 года «Самара-Нафта» за 2 млрд долларов была продана ОАО «Лукойл».
В 2012 году НПЗ на Санта-Крусе был закрыт. В 2013 году был закрыт и второй НПЗ компании, а также была продана сеть АЗС; таким образом компания сосредоточилась на нефтегазодобыче.
23 октября 2023 года вторая крупнейшая нефтегазовая компания США Chevron объявила о покупке Hess Corporation в сделке стоимостью 53 млрд долларов.

## Деятельность

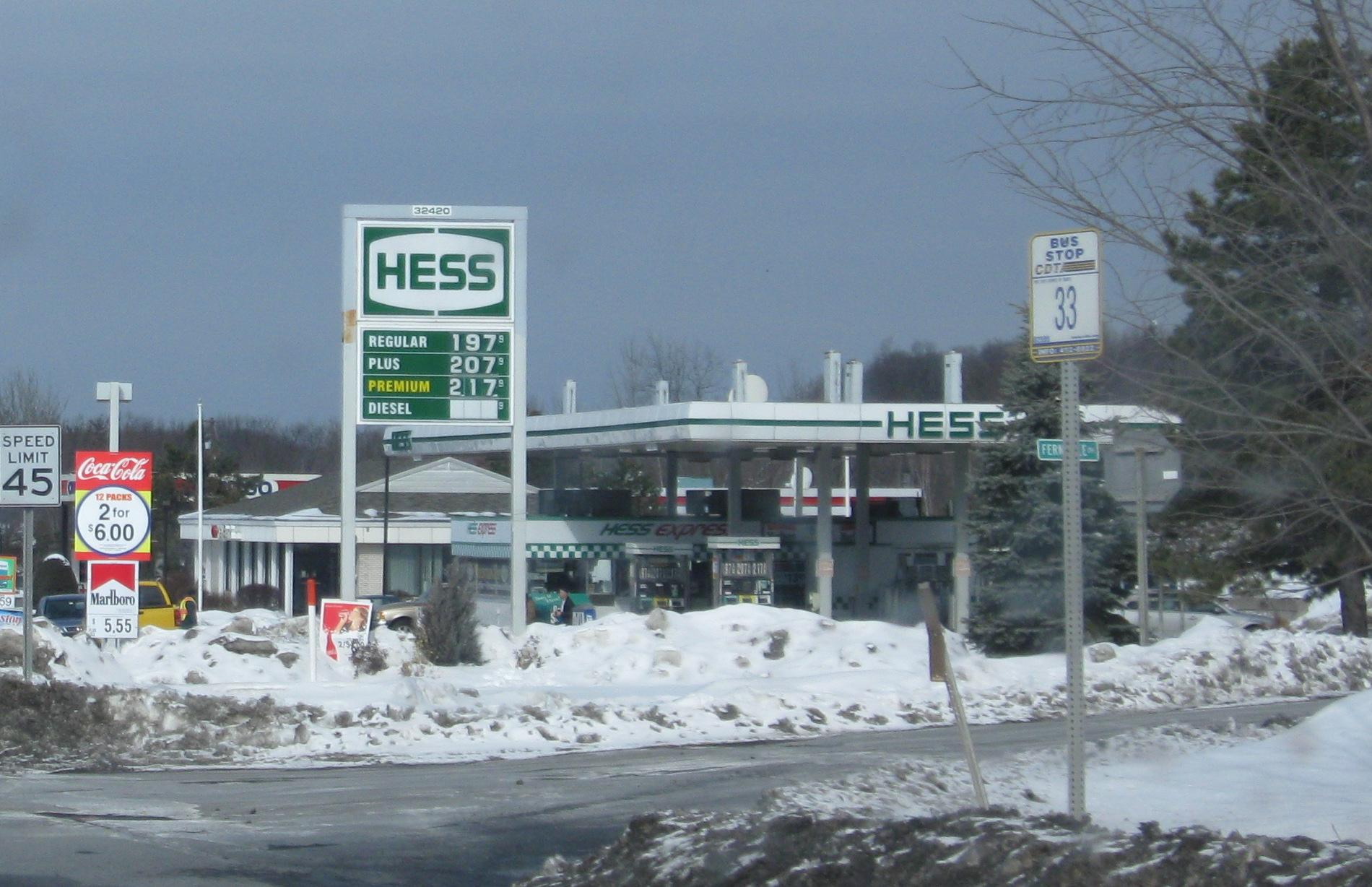
АЗС компании в Ренсселере, США

Доказанные запасы углеводородов на конец 2021 года составляли 1,309 млрд баррелей н. э., из них 1,041 млрд баррелей нефти и газового конденсата и 45,5 млрд м³ природного газа. На США пришлось 887 млн баррелей запасов, на Гайану — 213 млн баррелей, на Таиланд и Малайзию — 93 млн баррелей.
Среднесуточный уровень добычи в 2021 году составлял 315 тыс. баррелей н. э., из них нефти и газового конденсата — 216 тыс. баррелей, природного газа — 16,7 млн м³. Главный центр добычи — Баккеновская формация (156 тыс. баррелей в сутки), другие регионы: Таиланд и Малайзия (61 тыс. баррелей) Мексиканский залив (45 тыс. баррелей), шельф у берегов Гайаны (30 тыс. баррелей), Ливия (20 тыс. баррелей), датский сектор Северного моря (3 тыс. баррелей, продано в августе 2021 года).
Компании в США принадлежит два газоперерабатывающих завода, сеть нефте- и газопроводов, 550 железнодорожных цистерн.

## Происшествия
28 октября 1990 года баржа, принадлежавшая компании, перевозившая 31 тыс. баррелей керосина, потерпела крушение в устье реки Гудзон. В результате аварии топливо попало в воду. Компания сразу же взяла на себя всю ответственность за происшествие и понесла все расходы, связанные с ликвидацией последствий аварии.